# Tramwaje w Elblągu

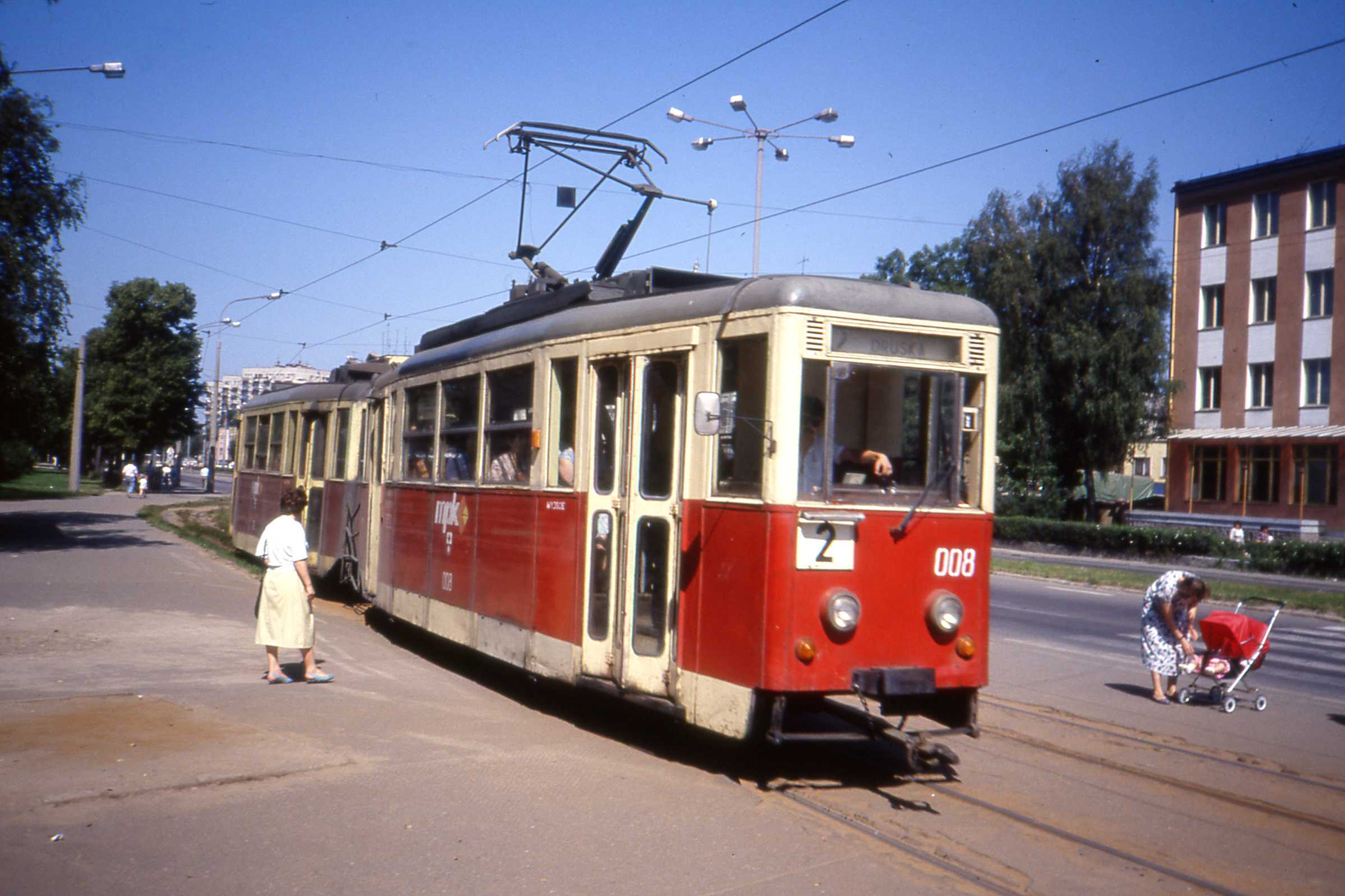
Tramwaj Konstal 5N w 1990 roku

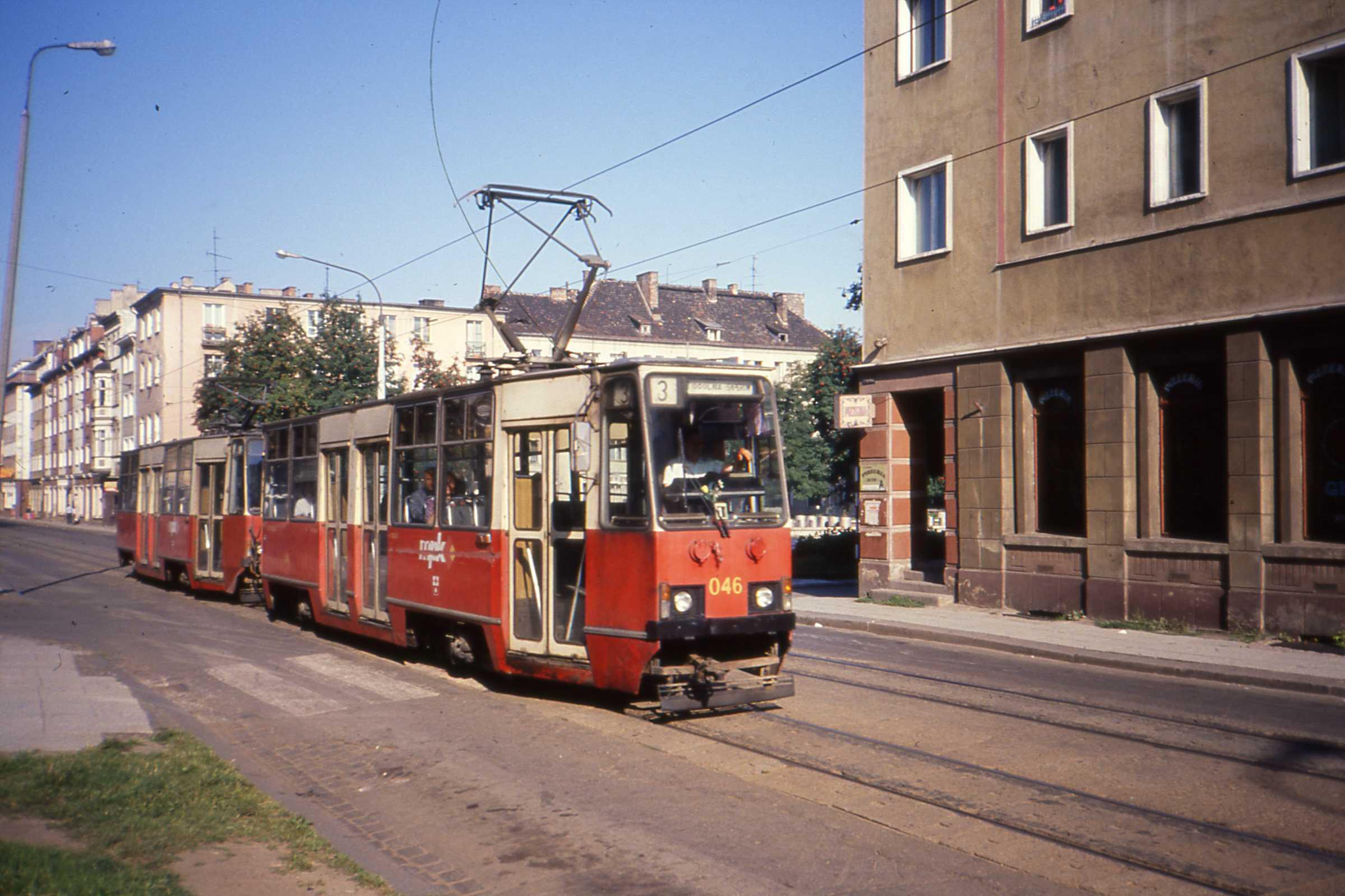
Tramwaj Konstal 805Na w 1990 roku

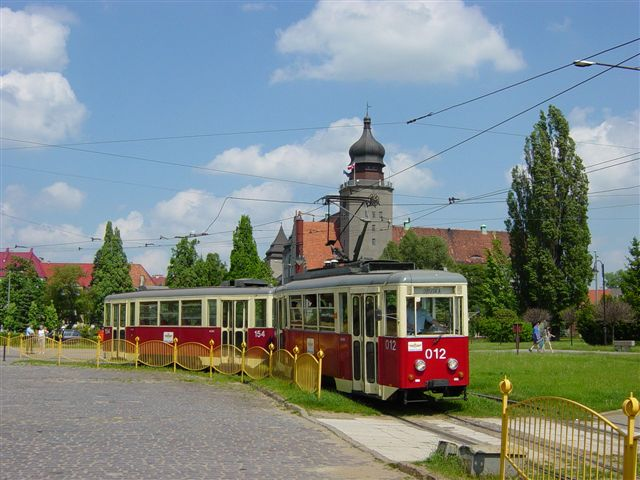
5N+5ND na pl. Konstytucji, niedaleko Urzędu Miejskiego

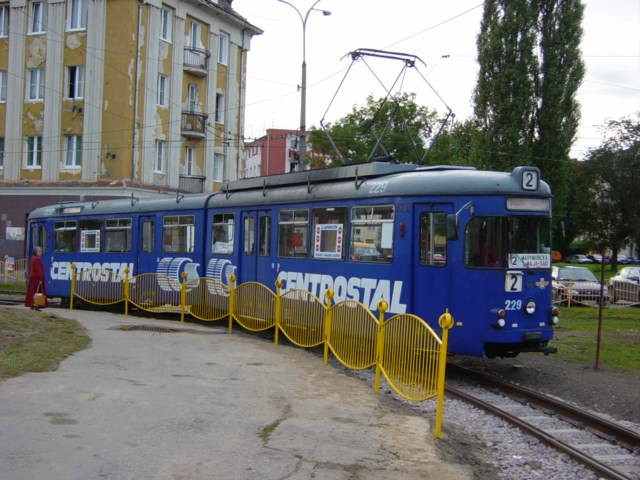
GT6 zawraca na placu Konstytucji podczas modernizacji alei Grunwaldzkiej

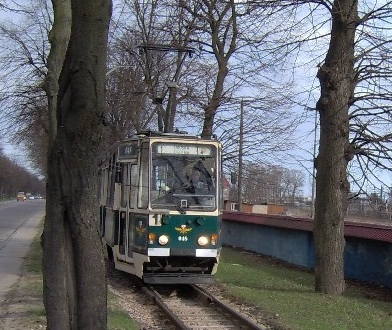
805Na na alei Grunwaldzkiej (koło PWSZ)

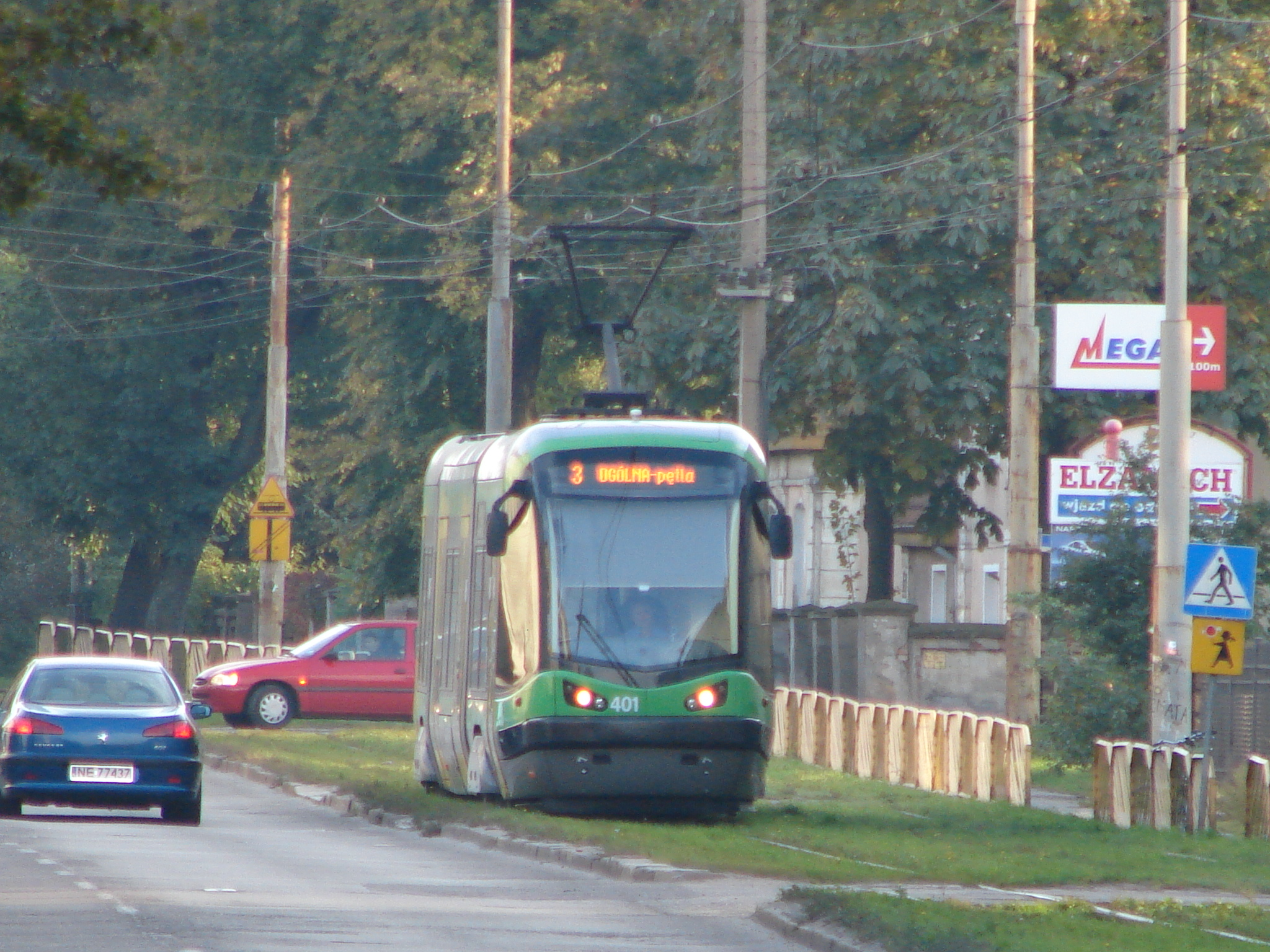
Tramwaj PESA 121N linii nr 3 jedzie ulicą Browarną

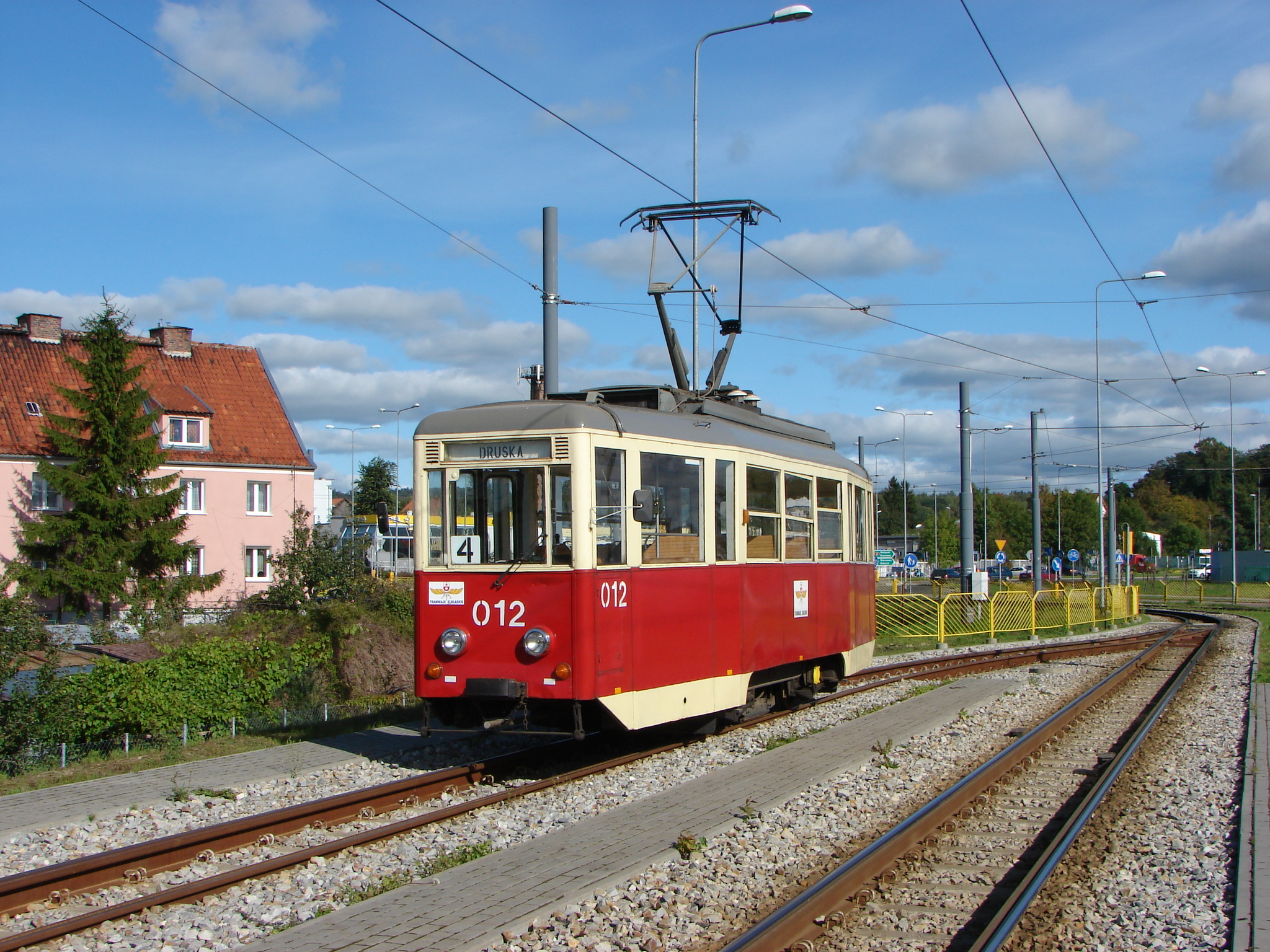
Wagon historyczny 5N – 012 na pętli Druska

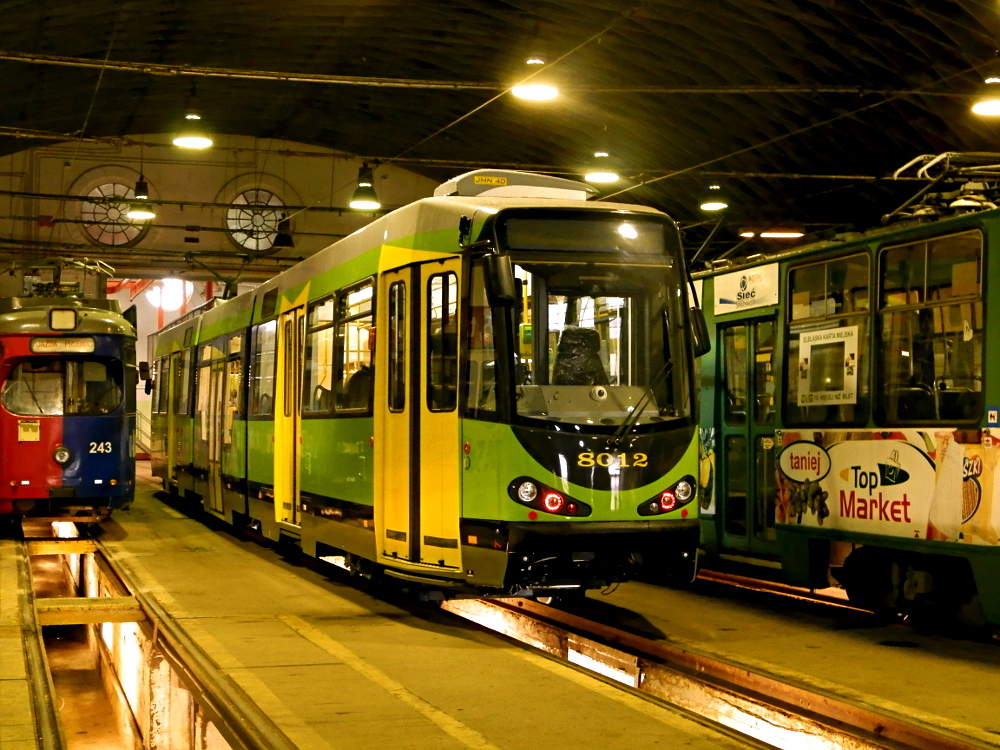
Düwag M8C w Elblągu

Tramwaje w Elblągu – system transportu tramwajowego zarządzany przez Tramwaje Elbląskie, spółkę komunalną miasta Elbląg. Jest drugim w kolejności, najstarszym systemem tramwajów elektrycznych na obecnych ziemiach polskich. Wcześniej wprowadzono tramwaje elektryczne tylko we Wrocławiu. Historia tramwajów elbląskich sięga 1895 roku.
System obsługuje 5 linii, w tym 4 funkcjonują 7 dni w tygodniu, a jedna w dni powszednie. Tramwaje poruszają się po torach o rozstawie szyn 1000 mm i sieci składającej się z 16 km długości (33,83 km toru pojedynczego).

## Historia
W XIX wieku rozbudowujące się w szybkim tempie miasto potrzebowało nowoczesnego transportu zbiorowego, dlatego w 1895, decyzją magistratu, powstały dwie pierwsze linie tramwajowe, które umożliwiły połączenie dzielnic mieszkalnych z centrum, dworcami i powstającymi zakładami pracy. W następnych latach sieć systematycznie rozwijano. Linie tramwajowe w Elblągu mają wąski rozstaw szyn – 1000 mm (identyczny rozstaw szyn posiadają tramwaje w Bydgoszczy, Łodzi, Toruniu i Grudziądzu).
Po zakończeniu II wojny światowej polskie władze zadecydowały o odbudowie zniszczonej infrastruktury i w 1945 uruchomiono pierwsze dwie linie, a na przełomie lat 80. i 90. także trzecią. W 1957 przybyły do miasta także pierwsze nowe tramwaje 5N i 5ND, które wyparły stare składy. Do dzisiaj został tylko jeden skład 5N+5ND (012+154), używany na specjalne okazje. Na przełomie lat 60. i 70. władze PRL postanowiły wycofać tramwaje o rozstawie szyn 1000 mm z większości polskich miast. Tak miało się stać także w Elblągu. Elbląg nie podzielił jednak losu Bielska-Białej, Legnicy czy Olsztyna. Od 1980 zaczęły napływać nowe tramwaje 805Na jeżdżące do dziś, a w 1986 przedłużono linię tramwajową na nowo powstałe osiedle Zawada.
W wyniku zmian ustrojowych w Polsce komunikacja miejska podobnie jak w innych miastach zaczęła przeżywać regres. Na początku 1997 leciwe już 5N zmieniły niewiele młodsze poniemieckie GT6. Dopiero wraz z XXI wiekiem i wejściem Polski do Unii Europejskiej Urząd Miejski w Elblągu zaczął inwestować w rozwój ekologicznego transportu publicznego. Dzięki funduszom unijnym wymieniane są zniszczone przez czas torowiska, a także rozbudowywana sieć. W 2002 powstała nowa trasa wzdłuż ulicy Płk. Dąbka, dzięki czemu elblążanie mogli cieszyć się z dwóch nowych linii (4 i 5). W najbliższej przyszłości cały system czekają duże zmiany. Do 2020 powstanie 15 km nowych torów, a także zostanie zakupiony nowy już niskopodłogowy tabor. Pierwsze 6 sztuk wozów Pesa 121N (produkcji Pesa Bydgoszcz) pojawiły się już pod koniec 2006. W miarę możliwości są również modernizowane tramwaje 805Na, które całkowicie wyparły niemieckie GT6 i stanowią uzupełnienie dla wagonów niskopodłogowych. W 2013 roku zakupiono 2 używane tramwaje typu MAN M8C z Augsburga, które poddano modernizacji w poznańskiej firmie Modertrans, podczas której m.in. obniżono środkowe wejście, co ułatwi wsiadanie osobom niepełnosprawnym, wymieniono siedzenia, zamontowano monitornig oraz system Elbląskiej Karty Miejskiej i przemalowano w barwy takie same jak tramwaje 121N. W planach jest zakup 10 takich tramwajów do 2020 roku.
W maju 2006 rozpoczęto budowę torowiska w kierunku ul. Fromborskiej os. Nad Jarem. Uroczyste oddanie nowego odcinka wraz z oficjalną prezentacją nowych tramwajów nastąpiło 21 grudnia.

### Kalendarium
- 22 listopada 1895 – uruchomienie dwóch pierwszych linii tramwajowych. Nr 1: Dworzec – Grunwaldzka – 3 Maja – 1 Maja – pl. Słowiański – Kowalska – Stary Rynek – Studzienna – przystań nad rzeką Elbląg. Nr 2: pl. Słowiański – Kowalska – Stary Rynek – Brama Targowa – Stoczniowa – Królewiecka – skrzyżowanie Dąbka/Teatralna;
- 22 maja 1897 – uruchomienie linii nr 3: Stary Rynek – Stoczniowa – Królewiecka – Marymoncka – Bażantarnia (przedłużenie linii nr 2 do Dworca);
- 1901–1905 – rozbudowa zajezdni przy ul. Szpitalnej;
- 29 maja 1916 – przejazd tramwajem od dworca kolejowego do stoczni Schichau cesarza Niemiec Wilhelma II;
- 1927 – uruchomienie linii do ul. Obrońców Pokoju i do Saperów;
- 1928 – otwarcie drugiej zajezdni przy ul. Browarnej;
- 1 czerwca 1946 – wznowienie ruchu na pierwszej linii tramwajowej po wojnie (Dworzec – Grunwaldzka – 3 Maja – 1 Maja – pl. Słowiański – Kowalska – Stary Rynek – Brama Targowa – Stoczniowa – Robotnicza – Browarna – Obrońców Pokoju);
- 1 listopada 1946 – wznowienie ruchu na drugiej linii tramwajowej po wojnie (Bażantarnia – Marymoncka – Królewiecka – Stoczniowa – Brama Targowa – Stary Rynek – Kowalska – 1 Maja – grobla św. Jerzego – skrzyżowanie Bema/Mickiewicza);
- 3 kwietnia 1947 – uruchomienie linii nr 3 (pl. Słowiański – 1 Maja – Traugutta – Górnośląska – cmentarz Agrykola);
- 15 lutego 1951 – oddanie do użytku nowego odcinka linii od Dworca PKP do ul. Druskiej;
- 1955 – budowa pętli przy ul. Druskiej i Obrońców Pokoju (dotychczas były to tylko przystanki końcowe);
- 1955 – budowa pętli przy ul. Saperów (przedłużenie trasy od skrzyżowania Bema/Mickiewicza);
- 1956 – budowa pętli w Parku Bażantarnia (skrócenie trasy do mostu na rzece Kumieli);
- 1956 – rozpoczęcie budowy dwutorowej linii tramwajowej przy ul. 22 Lipca (Piłsudskiego), w następnych latach uznano ją za bezcelową i rozebrano;
- 1957 – budowa drugiego toru przy ul. Grunwaldzkiej;
- 1957 – pierwsze dostawy wagonów 5N i 5ND;
- 1967 – likwidacja linii nr 3 do cmentarza Agrykola;
- 1968 – wycofanie tramwajów ze Starego Miasta i skierowanie ich przez ul. Pocztową;
- 15 kwietnia 1980 – dwa pierwsze wagony 805Na w Elblągu;
- 24 listopada 1986 – przedłużenie trasy z ul. Obrońców Pokoju do osiedla Zawada i otwarcie nowej linii nr 3 (Saperów – Ogólna);
- 1995 – stulecie tramwajów elbląskich;
- 12 grudnia 1996 – ostatni dzień kursowania wagonów 5N i 5ND;
- 11 stycznia 1997 – wprowadzenie do ruchu wagonów niemieckich GT6;
- 31 sierpnia 2002 – oddanie do użytku nowej dwutorowej trasy w ciągu ul. Płk. Dąbka (od pl. Jagiellończyka do ul. Obrońców Pokoju), otwarcie nowych linii 4 i 5;
- 10 czerwca 2004 – uruchomienie sezonowej linii tramwajowej M, która jeździła po trasie Ogólna-Browarna-Królewiecka-Marymoncka, najprawdopodobniej do przełomu lipca/sierpnia 2004;
- 14 grudnia 2004 – wznowienie ruchu na ul. Grunwaldzkiej, oddanie do użytku nowego torowiska na odcinku od ul. Polnej do ul. Komeńskiego; wznowienie funkcjonowania linii nr 3; linie nr 1, 2 i 4 wracają na swoje stałe trasy, linia 5 ponownie nie kursuje w weekendy;
- 8 kwietnia 2006 – w związku z wymianą toru, umożliwiającego skręt z ul. Królewieckiej w ul. Pocztową, linie nr 2 i 4 w kierunku ul. Druskiej kursują po zmienionych trasach; linia nr 2 od ul. Królewieckiej po trasie: Robotnicza-Browarna-Zajezdnia-Browarna-Robotnicza-Pocztowa i dalej po trasie na ul. Druską; linia nr 4 w kierunku ul. Druskiej kursuje ul. Browarną po trasie linii nr 1;
- 19 listopada 2006 – jednodniowe zawieszenie funkcjonowania linii nr 3, związane z wymianą torowiska przy ul. Pocztowej na wysokości budynku I LO; linia nr 1 kursuje po trasie Druska-pl. Konstytucji; linia nr 2 po trasie Marymoncka-Królewiecka-Browarna-Obrońców Pokoju; linia nr 4 po trasie Węgrowska-płk. Dąbka-Królewiecka;
- 21 grudnia 2006 – oddanie do użytku dwutorowego odcinka w ciągu ul. Ogólnej (do skrzyżowania z ul. Legionów), wprowadzono do użytku nowe wagony niskopodłogowe;
- 20 stycznia 2007 – w związku z wymianą toru, umożliwiającego skręt z ul. Pocztowej w ul. Królewiecką, linie nr 2 i 4 w kierunku ul. Ogólnej i Marymonckiej kursują po zmienionych trasach; linia nr 2 od ul. Druskiej po trasie: Pocztowa-Robotnicza-Browarna-Zajezdnia-Browarna-Robotnicza i dalej po trasie na ul. Marymoncką; linia nr 4 w kierunku ul. Ogólnej kursuje ul. Browarną po trasie linii nr 1;
- 15 czerwca 2008 – jednodniowe zawieszenie funkcjonowania linii tramwajowych przy ul. Browarnej, związane z wymianą torów umożliwiających skręt z ul. Obrońców Pokoju w ul. Browarną; linie nr 1 i 3 kursują w obie strony przez ul. płk. Dąbka; uruchomienie zastępczej komunikacji autobusowej po trasie: Robotnicza-Browarna-Obrońców Pokoju-płk. Dąbka-Matejki-Krakusa-Browarna-Robotnicza;
- 28 czerwca 2010 – zawieszenie funkcjonowania linii 3 i 5 w związku z remontem układu komunikacyjnego w rejonie pl. Konstytucji; linie nr 1 i 4 kursują okrężnie, linia 4 po trasie: Ogólna-płk. Dąbka-Królewiecka-Browarna-Obrońców Pokoju-płk. Dąbka-Ogólna, linia 1 po trasie: Ogólna-płk. Dąbka-Obrońców Pokoju-Browarna-Królewiecka-płk. Dąbka-Ogólna; linia 2 po trasie: Zajezdnia-Browarna-Królewiecka-Marymoncka; w południowej części miasta wprowadzono zastępcze linie autobusowe Z3 i Z4;
- 19 sierpnia 2010 – oddanie do użytku nowego torowiska na placu Konstytucji oraz ulicy gen. Grota-Roweckiego (wraz z przygotowanymi rozjazdami w kierunku ulicy 12 Lutego), częściowa likwidacja torowiska przy ulicy Grobla św. Jerzego; wznowienie funkcjonowania wszystkich linii po swoich stałych trasach;
- 3 kwietnia 2011 – jednodniowe zawieszenie funkcjonowania linii nr 1, związane z cząstkowym remontem torowiska przy ul. 3 Maja, polegającym na wymianie podbudowy torowiska na wysokości budynków nr 2 i 4; linia nr 4 dojeżdża do pl. Konstytucji; linia nr 2 do pętli przy ul. Saperów; wprowadzenie zastępczej komunikacji autobusowej po trasie Dworzec-Druska-Dworzec;
- 9 marca 2012 – rozstrzygnięcie konkursu w którym głosowano na patronów tramwajów, otrzymały ich wszystkie tramwaje typu PESA 121N;
- 1 kwietnia 2012 – w związku z przebudową torowiska ul. Pocztowej zawieszono pracę wszystkich linii tramwajowych do odwołania; na południu miasta wprowadzono zastępcze linie autobusowe T3 oraz T4, natomiast na północy wprowadzono zastępcze linie tramwajowe – 200 z pętlami w zajezdni i Marymonckiej oraz 300 i 400 z pętlami w zajezdni i Ogólna (Nad Jarem);
- 15 kwietnia 2012 – pożar tramwaju typu GT6 w godzinach porannych przy ul. Robotniczej;
- 9 października 2012 – zawieszenie funkcjonowania linii 300 i zamknięcie odcinka przy ul. Obrońców Pokoju oraz ul. Browarnej powyżej zajezdni; wydłużenie trasy zastępczej linii autobusowej T3 do pętli przy ul. Odrodzenia;
- 6 kwietnia 2013 – pożar tramwaju typu GT6 w godzinach popołudniowych w rejonie skrzyżowania ulic Królewieckiej i Moniuszki; wycofanie z eksploatacji wagonów typu GT6;
- 27 maja 2013 – rozpoczęcie trzydniowych prób torowisk przy ul. Grunwaldzkiej i Bema oraz test nowego torowiska przy ul. Pocztowej;
- 3 czerwca 2013 – wznowienie funkcjonowania linii nr 1 i 3 w kierunku ul. Druskiej i Saperów po skróconej trasie (od zajezdni); zamknięcie linii przy ul. Ogólnej, płk. Dąbka Obrońców Pokoju i Królewieckiej, zawieszenie linii nr 200 i 400; wprowadzono zastępcze linie autobusowe T1, T2 oraz Z;
- 10 sierpnia 2013 – dwudniowe (10 i 11 sierpnia) zawieszenie funkcjonowania linii tramwajowych, związane z remontem ul. Browarnej; wydłużono kursy linii autobusowej nr 14 od Dworca do ul. Druskiej;
- 18 października 2013 – w nocy 18/19 października trafia do miasta pierwszy z dwóch tramwajów typu MAN M8C zakupionych w Augsburgu, który został zmodernizowany przez poznańską spółkę Modertrans;
- 29 października 2013 – wznowienie funkcjonowania linii tramwajowych nr 2, 4 i 5 (także w weekendy) po swoich stałych trasach, w związku z zamknięciem dolnego odcinka ul. Browarnej kursy zjazdowe i wjazdowe tych linii odbywają się przez ul. Ogólną, płk. Dąbka, Obrońców Pokoju i górny odcinek ul. Browarnej; zmiana trasy linii nr 1, funkcjonuje ona na odcinku Zajezdnia – Ogólna; zamknięcie linii przy ul. Robotniczej i Browarnej (od zajezdni do ul. Teatralnej); zawieszenie funkcjonowania linii nr 3; likwidacja zastępczych linii autobusowych T1, T2 oraz Z; pojawiają się ponownie tramwaje typu GT6;
- 15 grudnia 2013 w nocy 15/16 grudnia do miasta trafia drugi zmodernizowany tramwaj typu MAN M8C zakupiony w Augsburgu;
- 10 stycznia 2014 – pierwszy dzień kursowania zmodernizowanych tramwajów typu MAN M8C;
- 7 maja 2014 – likwidacja przystanków tramwajowych na wysokości ul. Węgrowskiej;
- 8 września 2014 – oddanie do użytkowania torowiska przy ul. Robotniczej oraz Browarnej (od zajezdni do Robotniczej); wznowienie funkcjonowania linii nr 3, linia 5 nie funkcjonuje w weekendy; powrót linii nr 1 na swoją stałą trasę Druska – Ogólna; zakończenie trwającego ponad dwa lata remontu, wszystkie linie jeżdżą po swoich stałych trasach;
- 23 listopada 2014 – z okazji 119 lat tramwajów w Elblągu na ulice miasta wyjeżdża zabytkowy wagon typu 5N #012; kursuje w godz. 10-15 po trasie linii nr 4; przejazd bezpłatny;
- 14 czerwca 2015 w nocy 14/15 czerwca do miasta trafia trzeci zmodernizowany tramwaj typu MAN M8C zakupiony w Augsburgu;
- 26 czerwca 2015 – z okazji 120 lat tramwajów w Elblągu na ulice miasta wyjeżdża zabytkowy wagon typu 5N #012; kursuje do końca wakacji codziennie oprócz poniedziałków w godz. 14-19 po trasie Marymoncka – pl. Słowiański – Saperów bez zatrzymywania się na przystankach pośrednich; przejazd bezpłatny;
- W nocy z 29 na 30 kwietnia 2016 r. do Elbląga przyjechały kolejne dwa używane wagony tramwajowe typu Duewag M8C zakupione w Mülheim an der Ruhr
- czerwiec 2017 – podpisanie umowy z firmą Modertrans Poznań na dostawę trzech jednoczłonowych tramwajów Moderus Beta[4];
- 9 listopada 2017 – oddanie do użytku nowej trasy tramwajowej wzdłuż Gen. Grota Roweckiego i 12 Lutego o długości ok. 1 km, na którą skierowano linie tramwajowe nr 4 i 5[5].
- 19 sierpnia 2018 – z powodu remontu torowiska w ciągu 1-go Maja linie 1, 2,3 i T kursują w innych trasach: 1 Ogólna-OGÓLNA, 2 i T Marynocka-Saperów przez 12 Lutego i 3 w kierunku Ogólnej kursuje po trasie linii nr. 5;
- 17 stycznia 2019 – podpisanie umowy na dostawę czwartego, jednoczłonowego Moderusa Beta[6];
- 31 grudnia 2019 – podpisanie umowy na dostawę piątego, jednoczłonowego tramwaju Moderus Beta[7];
- W nocy z 19 na 20 stycznia 2020 dostarczono dwa pierwsze tramwaje Moderus Beta[8];
- 23 stycznia 2020 – dostarczenie trzeciego tramwaju Moderus Beta, będącego jednocześnie 400. tramwajem wyprodukowanym przez Modertrans[9];
- 16 lutego 2020 – zawieszone zostały kursy tramwajów w Elblągu z uwagi na strajk motorniczych[10];
- 3 marca 2020 – po dwóch tygodniach zakończył się strajk motorniczych i przywrócono kursy tramwajów w Elblągu[11];
- kwiecień 2021 – dostarczenie ostatniego (piątego) tramwaju Moderus Beta[12];
- 17 października 2024 – ogłoszony został przetarg na dostawę 10 nowych niskopodłogowych lub częściowo niskopodłogowych tramwajów o długości od 19 do 24 m[13];
- 4 lutego 2025 – otwarcie ofert na dostawę 10 nowych tramwajów, oferty złożyły dwie firmy: Pesa oraz turecka firma Bozankaya[14];
- 25 kwietnia 2025 - rozstrzygnięcie przetargu na dostawę 10 nowych tramwajów: przetarg wygrała turecka firma Bozankaya[15].

## Planowane inwestycje

### Zintegrowany program rozwoju transportu publicznego na lata 2004–2013
- budowa dwutorowego odcinka w ciągu ul. Fromborskiej (od ul. Ogólnej do Królewieckiej) i Królewieckiej (od ul. Fromborskiej do skrzyżowania Marymoncka/Piłsudskiego)[16];
- budowa dwutorowego odcinka w ciągu al. Odrodzenia z pętlą na wysokości ul. Mazurskiej[16]

### Inwestycje zapisane Miejscowych Planach Zagospodarowania Przestrzennego nieumieszczone w innych dokumentach
- budowa torowiska od pl. Słowiańskiego w ciągu ul. Rycerskiej i al. Tysiąclecia do pl. Grunwaldzkiego[16];
- budowa torowiska na terenie planowanej dzielnicy Modrzewina w ciągu al. Jana Pawła II z pętlą tramwajową na końcu tej ulicy[16];
- budowa nowej zajezdni tramwajowej przy ul. Fromborskiej na terenie POD „Tramwajarz”[16]

## Linie tramwajowe
Stan z 23 grudnia 2019 r.
| Linia | Trasa | Długość linii | Czas przejazdu | Liczba przystanków |
| ----- | --- | ------------- | -------------- | ------------------ |
|       | Ogólna ↔ Druska Ogólna – Płk. Dąbka – Obrońców Pokoju – Browarna – Robotnicza – Rycerska – 1 Maja – 3 Maja – aleja Grunwaldzka – Druska                       | 9,45 km       | 34 min         | 21                 |
|       | Marymoncka ↔ Druska Marymoncka – Królewiecka – Rycerska – 1 Maja – 3 Maja – aleja Grunwaldzka – Druska                                                        | 7,67 km       | 27 min         | 15                 |
|       | Ogólna ↔ Saperów Ogólna – Płk. Dąbka – Obrońców Pokoju – Browarna – Robotnicza – Rycerska – 1 Maja – Grobla Świętego Jerzego – Generała Józefa Bema – Saperów | 7,85 km       | 28 min         | 18                 |
|       | Ogólna ↔ Druska Ogólna – Płk. Dąbka – 12 Lutego – Generała Stefana Grota-Roweckiego – Grobla Świętego Jerzego – 3 Maja – aleja Grunwaldzka – Druska           | 8,07 km       | 30 min         | 17                 |
|       | Ogólna ↔ Saperów Ogólna – Płk. Dąbka – 12 Lutego – Generała Stefana Grota-Roweckiego – Grobla Świętego Jerzego – Generała Józefa Bema – Saperów               | 6,22 km       | 22 min         | 14                 |

## Pętle i końcówki

### Pętle tramwajowe
Elbląska sieć tramwajowa jest dostosowana do eksploatacji taboru jednokierunkowego, dlatego na wszystkich końcówkach są pętle.
| pętla           | data uruchomienia | data likwidacji | schemat | zdjęcie | liczba torów | inna infrastruktura                   | linie                       |
| --------------- | ----------------- | --------------- | ------- | ------- | ------------ | ------------------------------------- | --------------------------- |
| Druska (stara)  | 1955              | 2006            |         |         | 1            | tor odstawczy                         | zlikwidowana                |
| Druska (nowa)   | 2006              |                 |         |         | 2            | tor odstawczy, pomieszczenie socjalne | 1,2,4                       |
| Marymoncka      | 1956              |                 |         |         | 1            | dwa tory odstawcze                    | 2                           |
| Ogólna (nowa)   | 2007              |                 |         |         | 3            | tor odstawczy, pomieszczenie socjalne | 1,3,4,5                     |
| Obrońców Pokoju | 1955              |                 |         |         | 1            | tor odstawczy odłączony od sieci      | nieużywana w ruchu liniowym |
| Ogólna (stara)  | 1986              | 2006            |         |         | 2            | tor odstawczy                         | zlikwidowana                |
| Saperów         | 1955              |                 |         |         | 2            | toaleta dla motorniczych              | 3,5                         |

#### Inne końcówki
- Jedyna końcówka, która nie była pętlą, znajdowała się przy zajezdni tramwajowej przy ulicy Browarnej. Był to trójkąt torowy, który stanowił kiedyś wjazd do zajezdni tramwajowej. Po wybudowaniu nowej głowicy wjazdowej do zajezdni trójkąt ten pozostawiono. Wykorzystywany był przy okazji remontów torowisk, awarii oraz dłuższych zamknięć, jak i w przypadku odcięcia odcinków od reszty sieci. Został całkowicie zlikwidowany w 2013 r. podczas remontu ulicy Browarnej.

- Od początku istnienia aż do roku 1956 elbląska sieć eksploatowana była wyłącznie poprzez tramwaje dwukierunkowe, dlatego aż do lat 50. nie posiadała ani jednej pętli. Wraz z wprowadzaniem do ruchu nowych polskich tramwajów typu Konstal 5N, stopniowo likwidowano końcówki i zamieniano je w pętle, umożliwiające zawracanie tramwajom jednokierunkowym. Wiązało się to również z likwidacją niektórych odcinków, jeżeli nie było miejsca na budowę pętli. Taki los spotkał m.in. historyczną linię do parku Bażantarnia, którą skrócono aż o 700 metrów. Całkowicie natomiast zlikwidowano linię tramwajową przy ulicy Traugutta i Agrykola.

## Tabor

### Tabor liniowy[18]
| Zdjęcie | Nazwa                           | Początek eksploatacji           | Właściwości | Liczba wagonów |
| --- | ------------------------------- | ------------------------------- | --- | -------------- |
| | Moderus Beta MF 09 AC           | 10 lutego 2020                  | kasowniki · przewóz osób na wózkach · monitoring · drzwi odskokowo-przesuwne · ładowarki USB                                          | 5              |
| | MAN M8C                         | 10 stycznia 2014                | kasowniki · przewóz osób na wózkach · pojazd niskopodłogowy · pojazd dwukierunkowy                                                    | 3              |
| | Pesa Tramicus 121N              | 21 grudnia 2006                 | kasowniki · przewóz osób na wózkach · monitoring · pojazd niskopodłogowy · drzwi odskokowo-przesuwne · system informacji pasażerskiej | 6              |
| | Konstal 805N-Enika              | 2005                            | kasowniki · monitoring · drzwi odskokowo-przesuwne                                                                                    | 5              |
| | Konstal 805Na                   | 15 kwietnia 1980                | kasowniki | 8              |
| Wszystkie wagony | Wszystkie wagony                | Wszystkie wagony                | Wszystkie wagony | 27             |
| Udział wagonów niskopodłogowych | Udział wagonów niskopodłogowych | Udział wagonów niskopodłogowych | Udział wagonów niskopodłogowych | 52%            |
| - kasowniki – przewóz osób na wózkach – monitoring – ładowarki usb - drzwi odskokowe - system informacji pasażerskiej - dwukierunkowy |                                 |                                 | |                |

### Tabor zabytkowy
| Zdjęcie          | Nazwa            | Początek eksploatacji | Koniec eksploatacji | Liczba wagonów |
| ---------------- | ---------------- | --------------------- | ------------------- | -------------- |
|                  | Konstal 5N       | 1957                  | 12 grudnia 1996     | 1              |
|                  | Konstal 5ND      | 1957                  | 12 grudnia 1996     | 2              |
| Wszystkie wagony | Wszystkie wagony | Wszystkie wagony      | Wszystkie wagony    | 3              |